# Bardhyl Kollçaku
Bardhyl Kollçaku (Berat, 5 juni 1967) is een voormalige Albanese officier. Kollçaku trad in 1985 in functie als militair. Hij werd in 2017 door de toenmalige president Ilir Meta uitgevaardigd als stafchef van het Albanese leger, waarin hij de rang van Brigadegeneraal kende en Jeronim Bazo opvolgde. Kollçaku werd in 2020 opgevolgd door Bajram Begaj, de latere president van Albanië.